# پرند
پرند شهری است در شهرستان رباط کریم، واقع در استان تهران و ۳۳ کیلومتری جنوب غربی شهر تهران و ۶ کیلومتری غرب شهر رباط کریم. بر اساس آمارگیری سال ۱۳۹۵، جمعیت این شهر ۹۷٬۵۶۴ نفر بوده است. این شهر در میانهٔ دهه ۸۰ خورشیدی و با عنوان مسکن مهر گسترش یافت. شهر پرند، در ۳۰ کیلومتری آزادراه تهران–ساوه و در جنوب غربی تهران و در نزدیکی فرودگاه بین‌المللی امام خمینی قرار دارد. پرند با مساحت بیش از ۱۷۰۰۰ هکتار، دارای ۷ فاز می‌باشد که کاربری مسکونی و صنعتی دارند. طول منطقه شهری پرند ۱۱ کیلومتر و عرض متوسط آن ۳٫۵ کیلومتر است. پرند امکانات زیادی برای زندگی شهری دارد.

## محله‌های پرند
پرند از چندین محله تشکیل شده است:
- باغ ویلایی‌های بنیاد
- خیابان ستاره
- خیابان آسمان
- استقلال
- خیابان خورشید
- ناصرین
- ۲۲ بهمن
- شهرک آفتاب
- شهرک آسمان
- شهرک سلام
- شهرک مهستان
- کوه نور

## پرند از فاز صفر تا فاز ۷
درحال حاضر به صورت کلی شهر جدید پرند از ۸ فاز تشکیل شده است که به صورت شمالی و جنوبی شناخته می‌شود.
ابتدا از سمت اتوبان تهران _ ساوه که وارد بشوید بعد از گذشت از پارک شهدای هسته ای و دانشگاه آزاد وارد فاز‌های پرند میشوید. این امکان وجود داره که از کمربندی‌های شمالی و جنوبی برای تردد استفاده کنید.

## ریل باس (مترو بین شهری)
یکی دیگر از ویژگی‌های بسیار مفید پرند، برخورداری از مسیر ریل‌آهن بین‌شهری می‌باشد، که همه روز در ۱۲ زمان مختلف با فاصله مشخص، از مبدا پرند به مقصد تهران (میدان راه‌آهن) و برعکس، حرکت می‌کند.
اولین حرکت قطار ساعت ۰۴:۳۰ دقیقه صبح و آخرین حرکت قطار ساعت ۲۲:۱۵می‌باشد. این ساعت‌ها به‌صورت ماهانه در سامانه قطار حومه‌ای تغیر می‌کنند.

### ایستگاه‌ها (توقف گاه‌ها):
- پرند
- رباط کریم
- نصیر شهر
- گلستان
- نسیم شهر
- اسلامشهر
- تپه سفید
- تهران(میدان راه‌آهن)

## جمعیت
جمعیت شهر پرند در سرشماری سال ۱۳۹۵ برابر با ۹۷٬۵۶۴ نفر (۳۱٬۶۹۳ خانوار) اعلام شد که از این تعداد ۴۸٬۹۹۷ نفر مرد و ۴۸٬۵۶۷ نفر زن بودند که بیشتر از اقوام لر هستند.
در سال ۱۴۰۲ جمعیت شهر پرند بیش از ۴۵۰هزار نفر تخمین زده می‌شود
پیش‌بینی برآن است که در سال ۱۴۰۵ جمعیت پرند به بیش از ۷۰۰ هزار نفر برسد.
شهروندان این شهر اغلب از اطراف تهران و دیگر استان‌ها هستند که به دلایلی همچون مسکن به‌نسبت ارزان‌تر، میزان کم‌ترافیک و آلودگی هوا نسبت به تهران، وجود فرصت‌های کاری به‌جهتٔ استقرار شهرک‌های صنعتی در نزدیکی این شهر و همچنین برنامه‌هایی نظیر مسکن مهر و دو نیروگاه پرند و رودِشور،و همچنین کارکنان شاغل در فرودگاه امام خمینی این شهر را برگزیده‌اند.

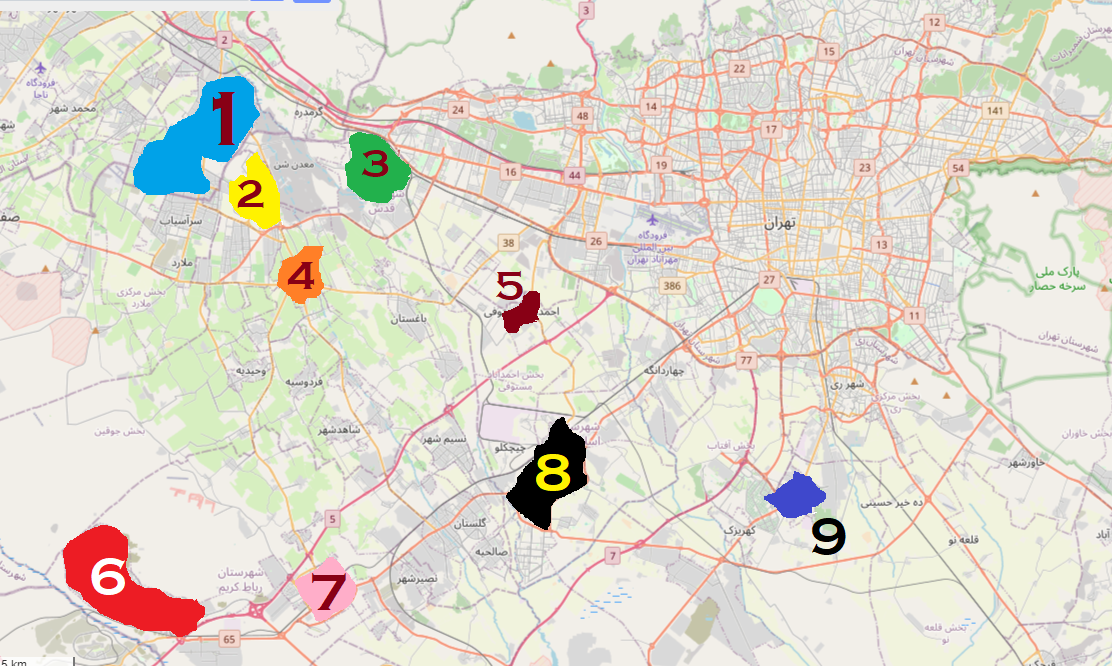
موقعیت برخی از شهرهای حاشیه‌ای جنوب، جنوب غرب و غرب نزدیک تهران ۱- فردیس ۲- اندیشه ۳- شهر قدس ۴- شهریار ۵- احمدآباد مستوفی ۶- پرند ۷- رباط کریم ۸- اسلامشهر ۹- باقر شهر

## مترو
ساخت متروی این شهر از سال ۱۳۹۱ آغاز شد و از ایستگاه متروی شهر فرودگاهی امام خمینی واقع در انشعاب اول خط ۱ (مترو تهران) شروع شده و به موازات جاده فرودگاه امام به طول حدود ۱۹ کیلومتر به پرند منتهی می‌شود. مترو تهران-پرند توسط قرارگاه سازندگی خاتم‌الانبیاء و با حضور رئیس‌جمهور، در ۹ آذرماه ۱۴۰۲ افتتاح شد.

## نگارخانه

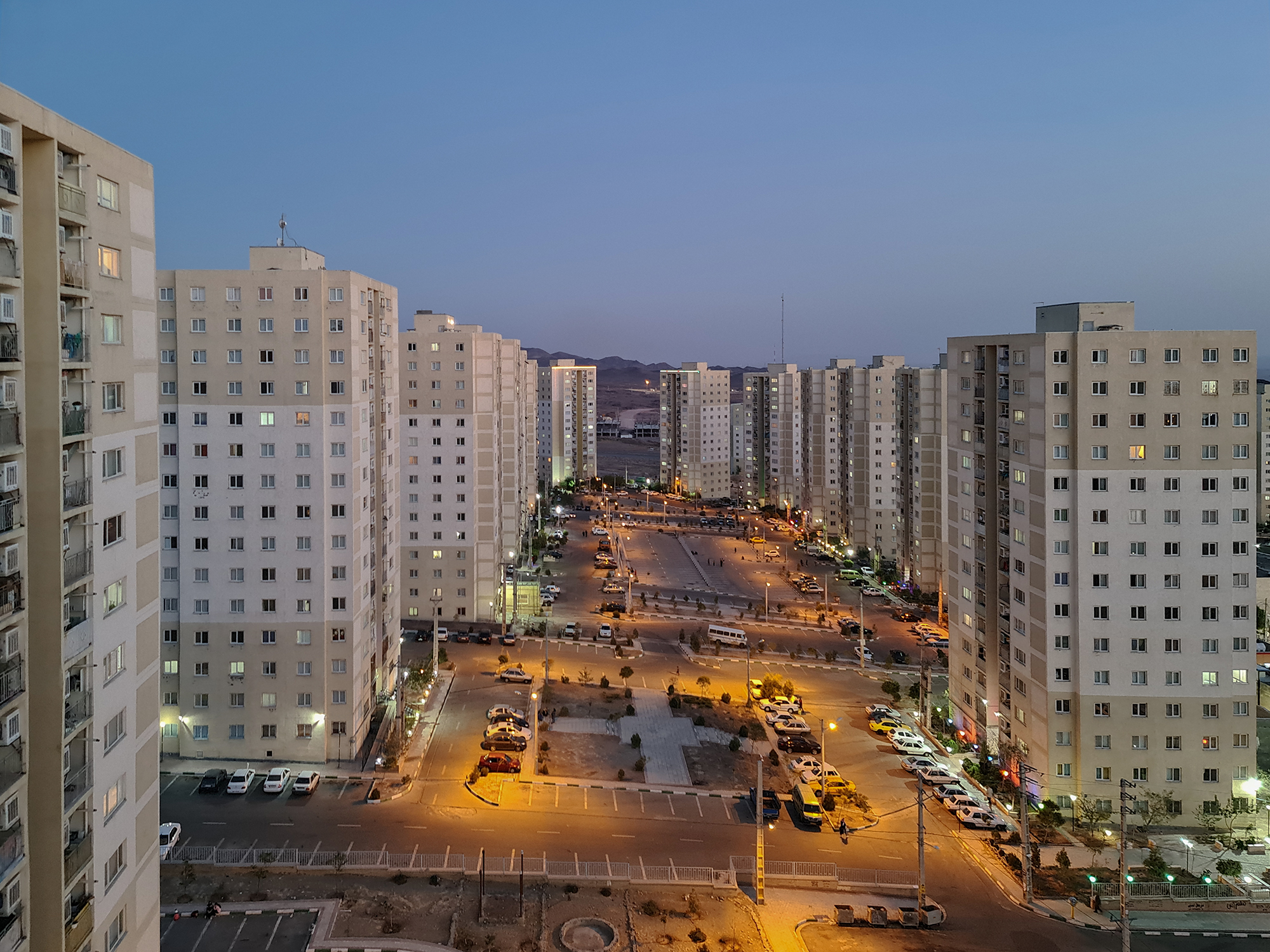
یک مجموعه آپارتمانی در شهر جدید پرند
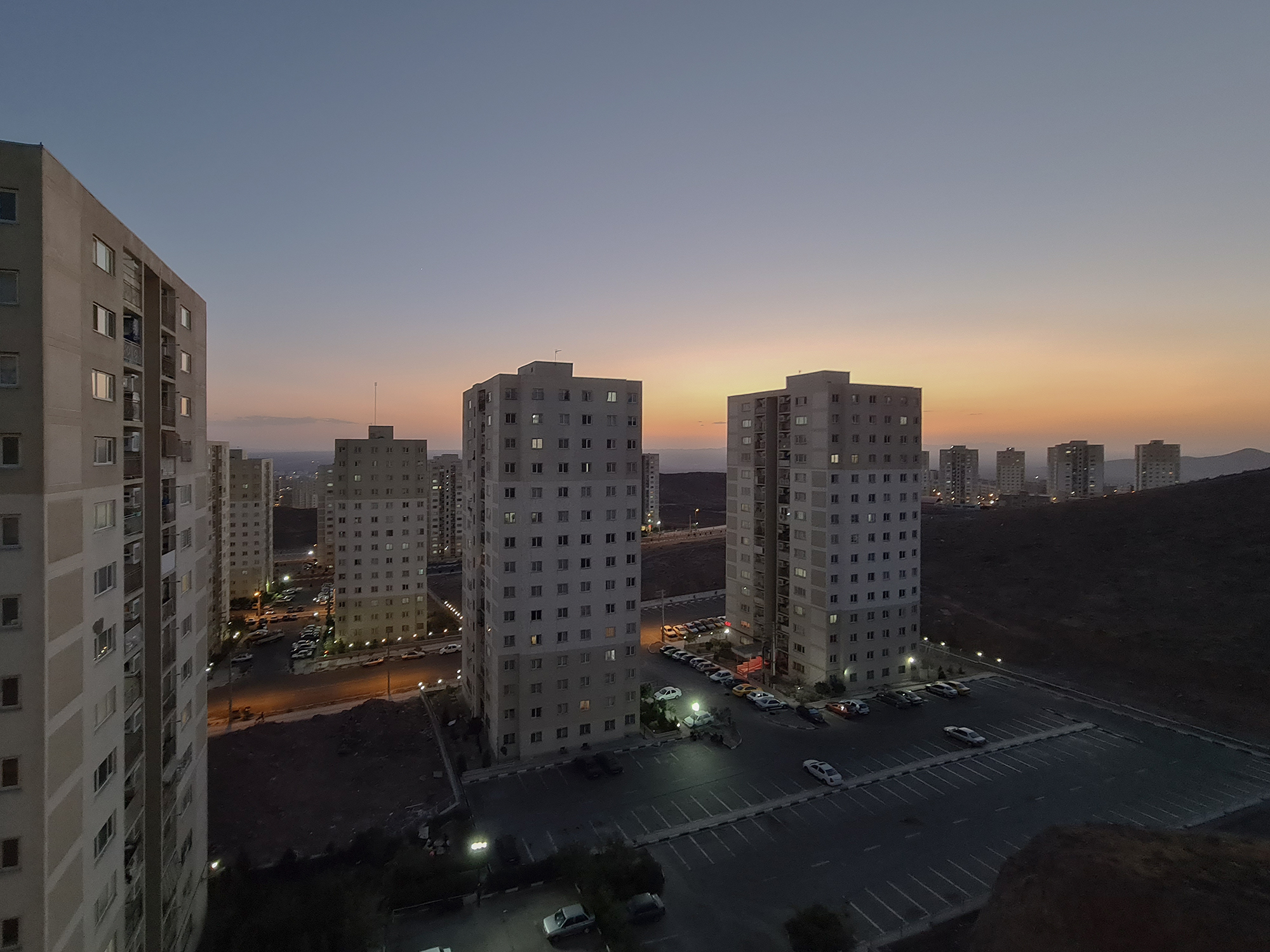
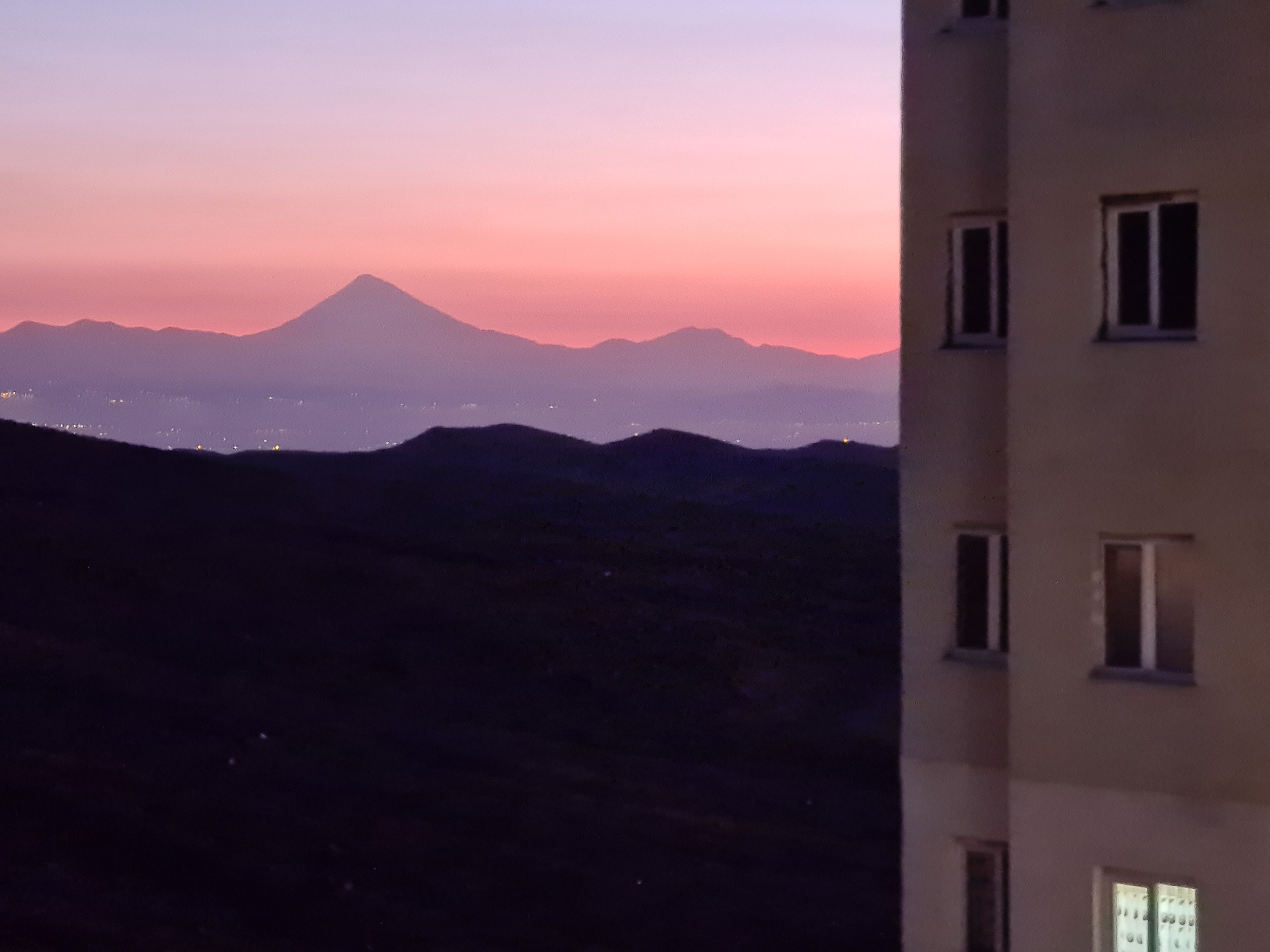
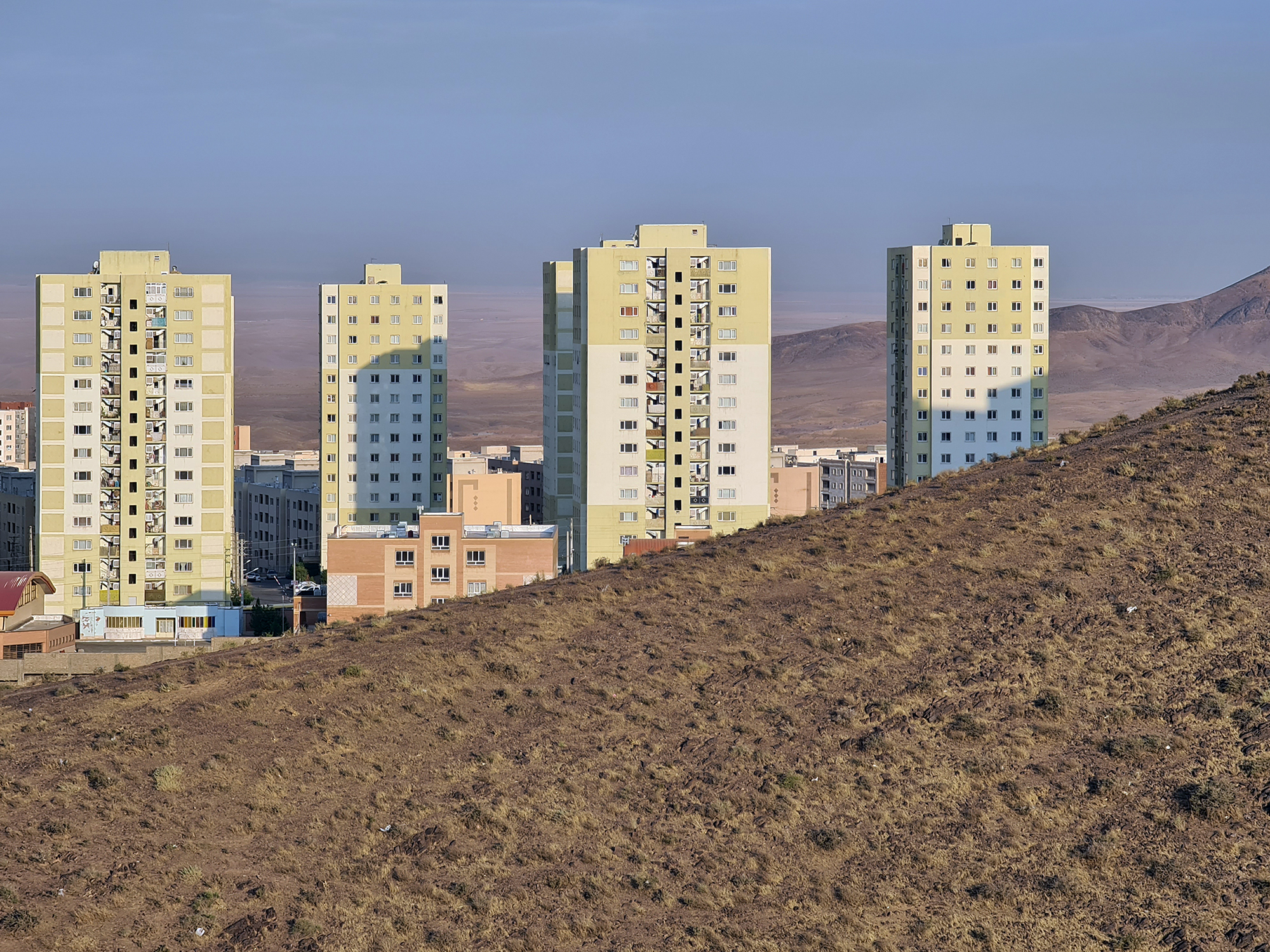
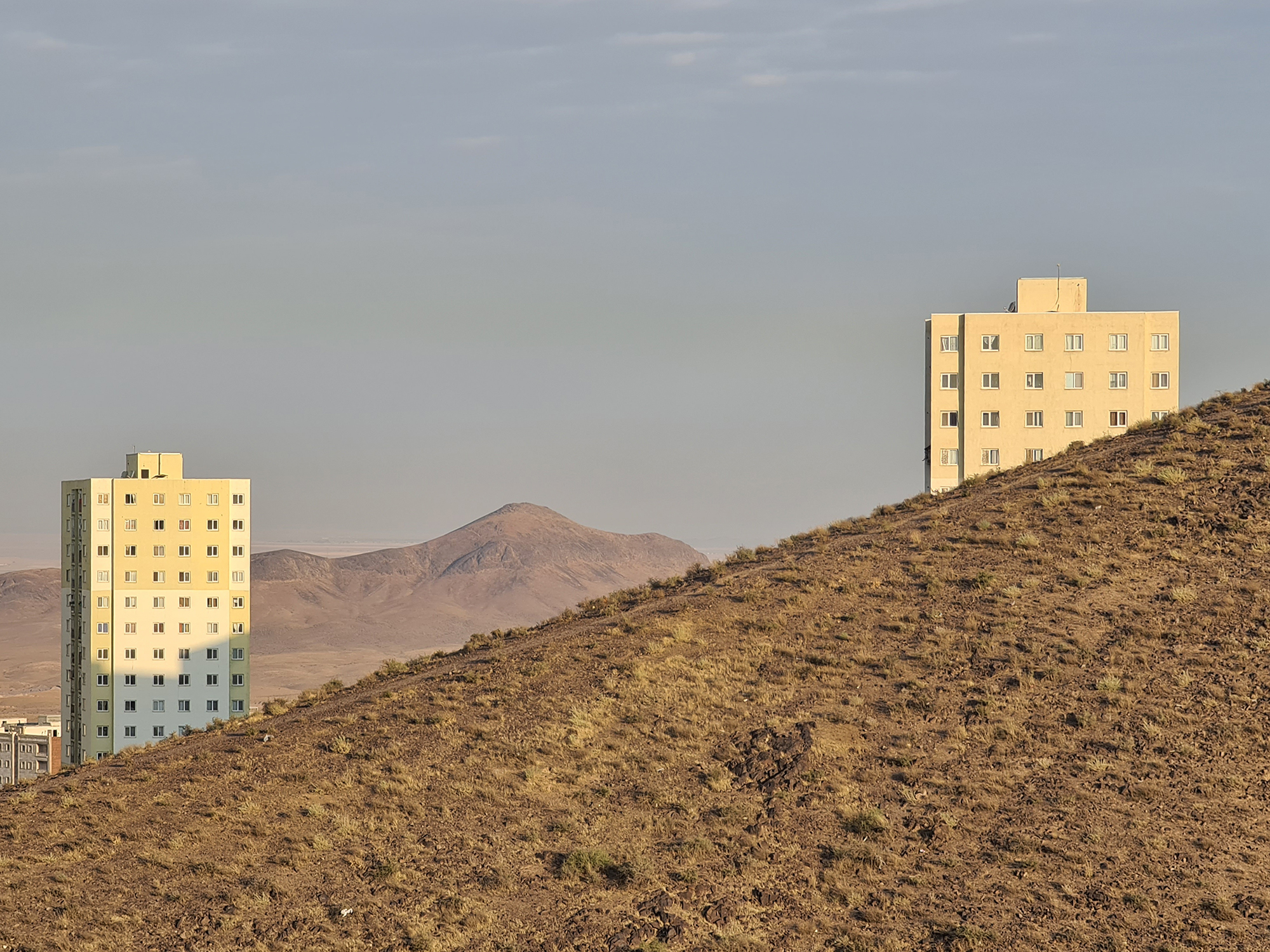
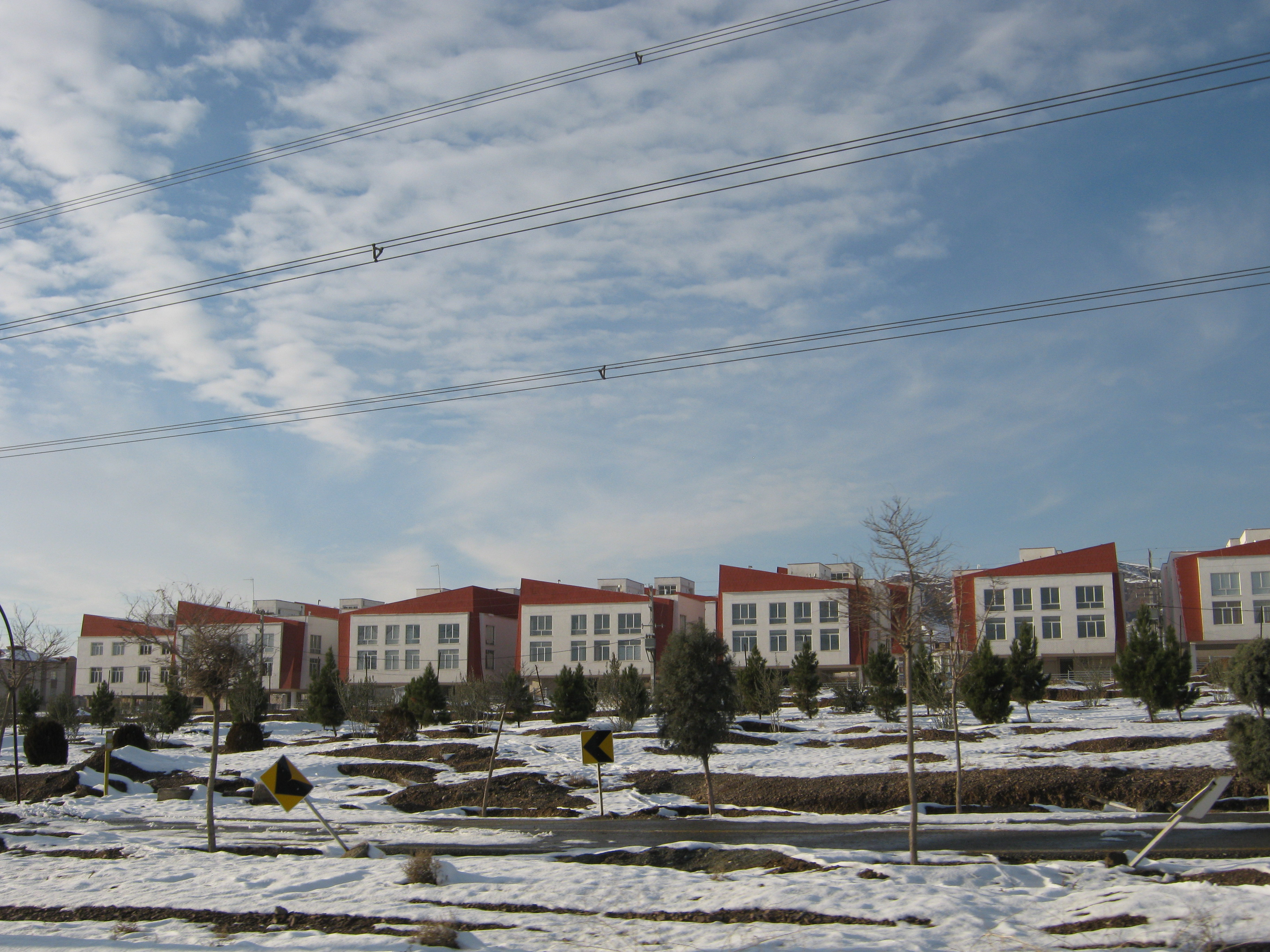